# Vlora
Vlora (albanskt uttal: [ˈvlɔɾə], toskiska: Vlorë med böjningsformen Vlora; gegiska: Vlonë med böjningsformen Vlona; italienska: Valona) är en stad och kommun i Vlorë prefektur. Den ligger vid bukten med samma namn i sydvästra Albanien och hade 84 400 invånare 2003. Vlora ligger vid halvön Karaburuni och är Albaniens näst största hamnstad. Vlora var under antiken känt för sin vinproduktion. Odlingslandskapet präglas i dag av olivlundar och vinterrasser. Industrin omfattar bland annat textil-, läder- och livsmedelsindustri.
Vlora var huvudstad i Albanien mellan åren 1912 och 1914. Den ersattes av Durrës som huvudstad, som i sin tur ersattes av Tirana.

## Geografi
Vlora ligger ungefär mittemellan Tirana och Saranda. Den har gräns mot Fieri, Mallakastra, Tepelena, Gjirokastra och Saranda. Den har 30 % av den totala kustlinjen i Albanien.

### Klimat
Vlora har medelhavsklimat med varma, torra somrar och kalla, regniga vintrar.

### Administrativ indelning
Kommunen upprättades genom en administrationsreform 2014 efter att de tidigare Vlora och Orikumi slogs samman med Vloracentrum, Novosela och Shushica. De tidigare ingår nu som kommunala enheter i den nya kommunen, med huvudsäte i Vlora.
Fram till år 2000 var de tidigare enheterna en del av Vloradistriktet. Den dåvarande kommunen omfattade bara själva staden Vlora.

## Ortnamnet
Vlora hette ursprungligen Aulón, på medeltida latin Avlona. Namnet betyder "kanal" på grekiska. Under den osmanska tiden hette staden Avlonya. Staden heter på italienska Valona.

## Historia
Vlora grundades som grekisk koloni på 500-talet f.Kr. Den var en av flera kolonier längs den illyriska kusten. Staden omnämns för första gången av Klaudios Ptolemaios i verket "Geographia". Andra geografiska dokument, såsom "Peutingerkartan" och Hierokles "Synecdemus", nämner också staden. Dess hamn spelade en viktig strategisk roll under romartiden. År 400 f.Kr. uppfördes en stadsmur som omgärdade staden. Ett biskopssäte inrättades här på 400-talet f.Kr. Under den romerska perioden inrättades också ett latinskt stift och Konrad Eubel nämner flera av dess präster. Under medeltiden hade slottet Kanina en betydelsefull roll. År 1081 var Vlora belägrat av normander, 1205 av venetianer; senare övergick staden till tysken Hohenschtauf, och år 1272 var staden en del av det albanska furstendömet Arberien. På 1400-talet var staden även styrt av adelsfamiljen balshajerna.[källa behövs] Staden tillhörde 1417–1912 det osmanska herraväldet, men erövrades då och då av stadsstaten Venedig. Vlora tillföll det fria Albanien och blev huvudstad i den nya staten.[källa behövs] Vlora var ockuperad av Italien 1915–20 och 1939. Staden bombades under andra världskriget.

## Kulturliv
De främsta museerna i Vlora är Historiska museet med dess arkeologiska fynd, Etnografiska museet och landets självständighetsmuseum. I staden finns även universitet och teater.

## Stadsbild
Vlora är en av Albaniens äldsta städer. Den gamla stadskärnan är delvis bevarad. Bland stadens sevärdheter märks det medeltida slottet och moskén från 1500-talet. Ett 17 m högt monument över landets självständighet finns i staden.

## Kända personer
- Kategori:Personer från Vlora

## Demografisk utveckling
Vid folkräkningen 2011 hade den dåvarande kommunen 79 513 invånare medan de fem kommunala enheterna som i dag utgör kommunen Vlora tillsammans hade 104 827 invånare.

## Vänorter
Vlora har följande vänorter:
| - Hollywood, Florida, USA - Prizren, Kosovo - Izmir, Turkiet | - Monopoli, Italien - Yangzhou, Kina |

## Sevärdheter
- Flaggtorget, Sheshi i Flamurit
- Självständighetsmonumentet, Monumenti i Pavarësisë
- Vloras etnografiska museum

## Galleri

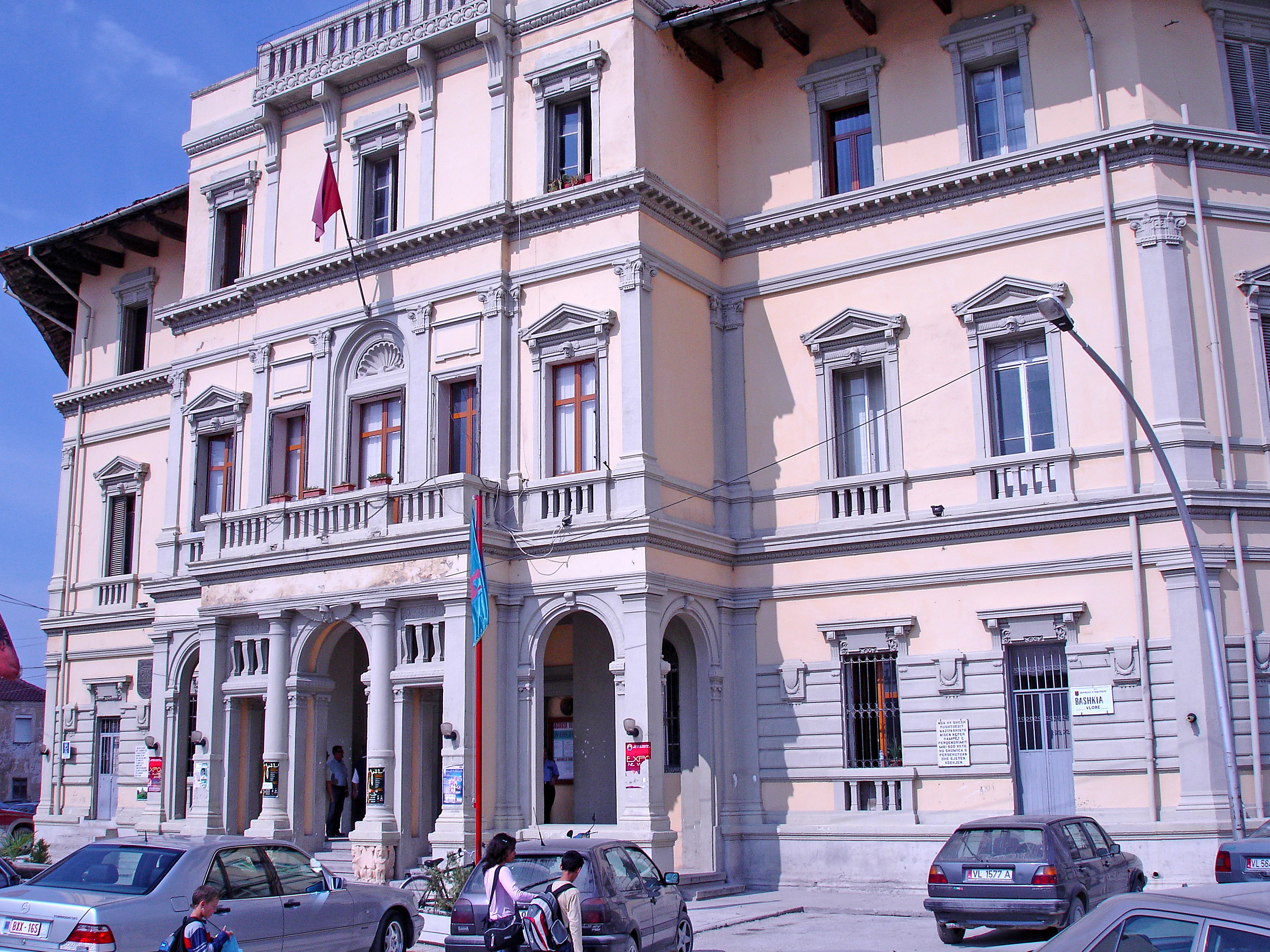
Kommunens byggnad i staden Vlora.
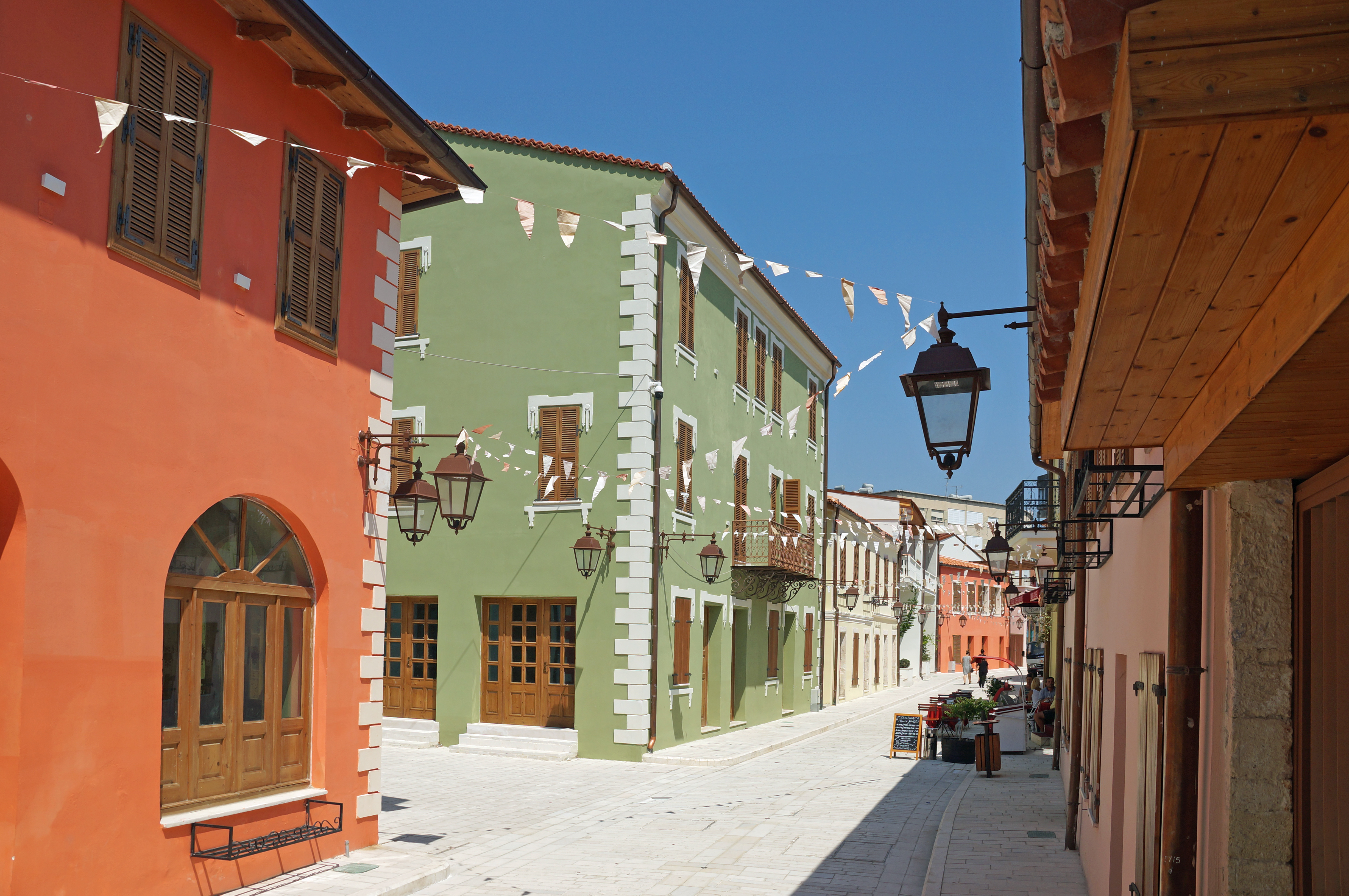
Gamla stan i Vlora.
Vloras kommunvapen.
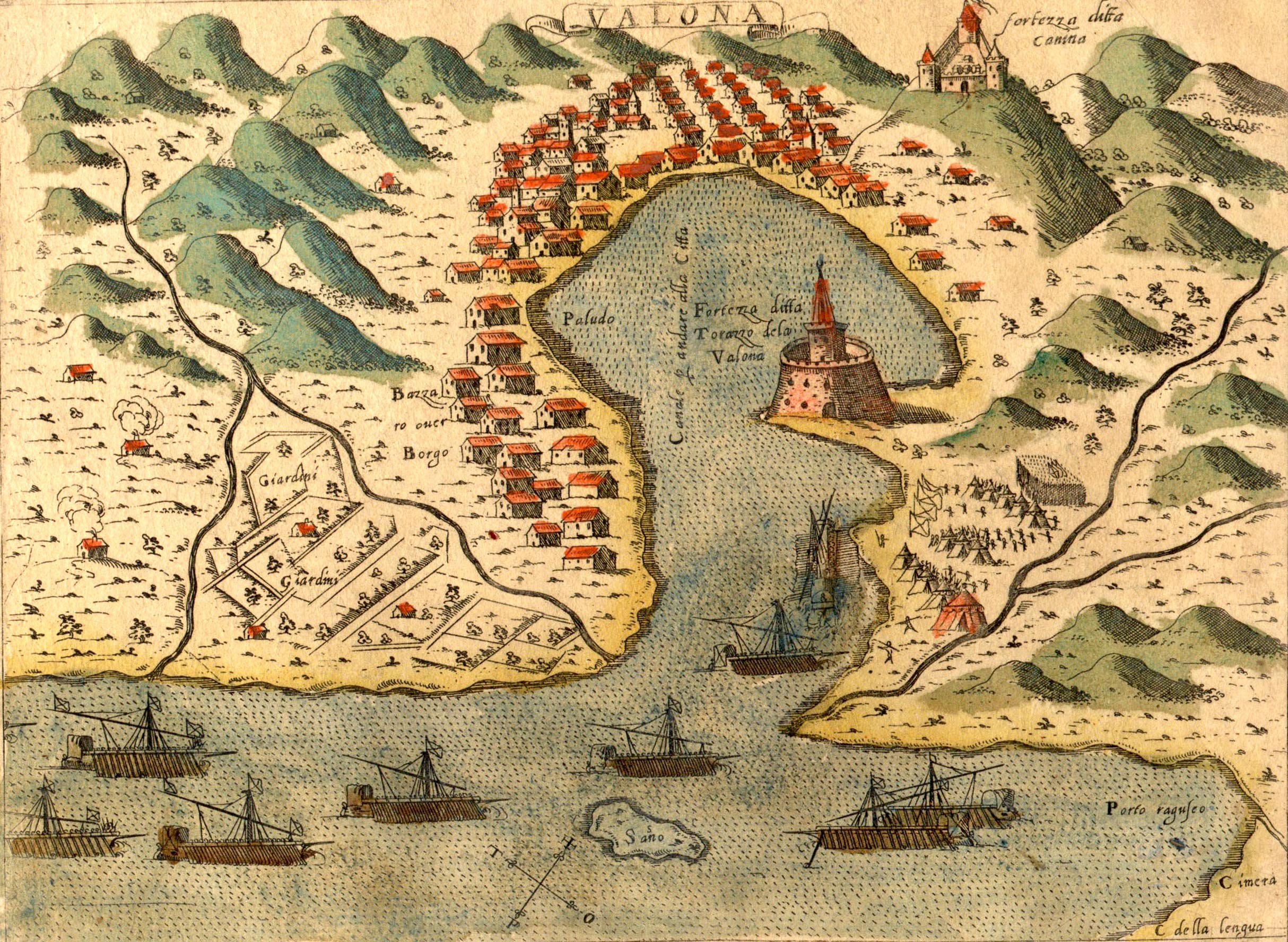
Vlora enligt historisk karta, ritning av Simon Pinargenti 1573.
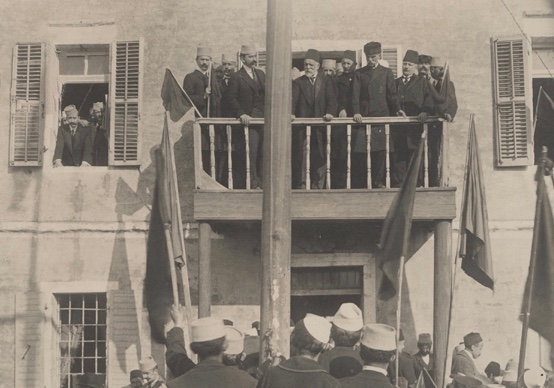
Ismail Qemali med sitt kabinett på den första årsdagen av Vloraproklamationen den 28 november 1913.
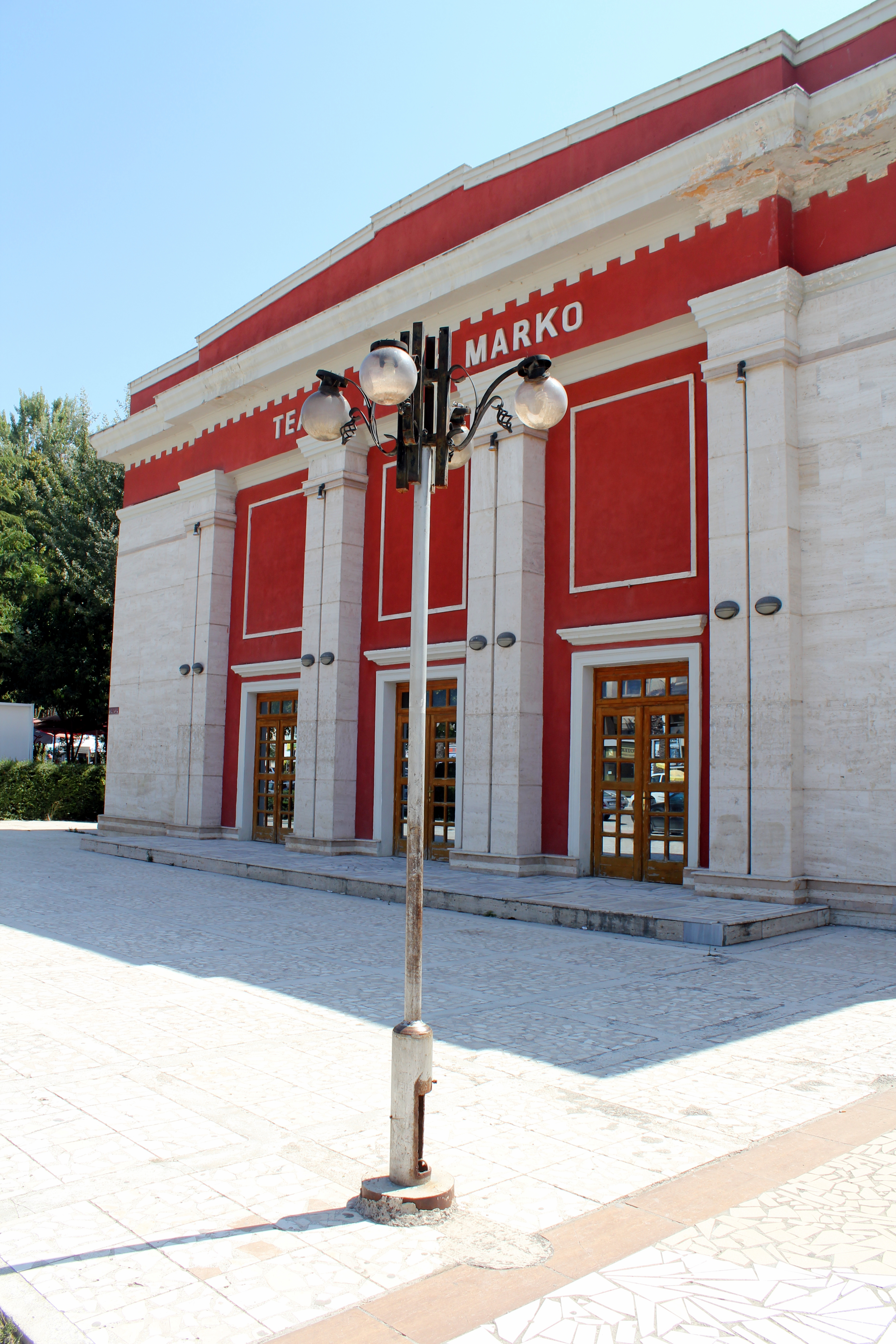
Petro Marko-teatern, döpt efter den albanske författaren Petro Marko.
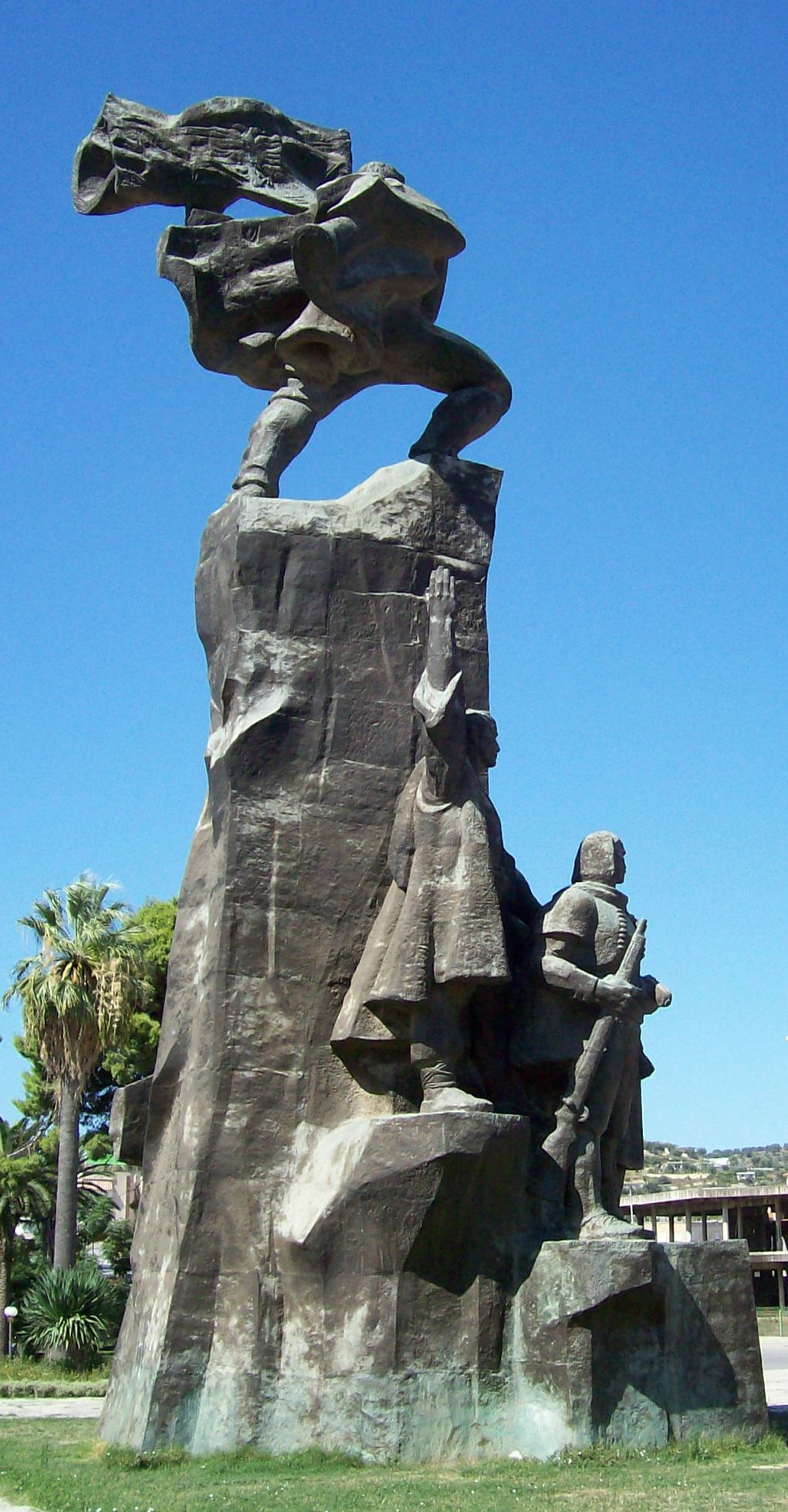
Monumentet "Monumenti i Pavarësisë".

### Fotnoter
1. 1 2 3 4  Vlorë – Britannica Online.
2. ↑  Albaniens ministerium för turism, kultur, ungdom och sport (2008) (på engelska och albanska). Albania Guide / Guidë Turistike.
3. 1 2 3 4  Robert Elsie. Historical Dictionary of Albania. sid. 473-474.
4. ↑  Fernando de Mello Vianna. International Geographic Encyclopedia and Atlas. sid. 829-830.
5. ↑  Florida Sister Cities - Tampa Bay Protocol & Trade.
6. ↑  Delegacioni i qytetit Yangzhou vizitoi Vlorën.
7. ↑  (1990). Albania. (Nagel's Encyclopedia-Guide). sid. 119.
8. ↑  Peter Dawson, Linda White, Andrea Dawson. Albania: A Guide and Illustrated Journal. sid. 78.
9. ↑  Map of Vlorë – Hebrew University of Jerusalem Arkiverad 5 december 2019 hämtat från the Wayback Machine. (Hebreiska universitetet i Jerusalem).
10. ↑  Meike Gutzweiler. Reise Know-How Reiseführer Albanien. sid. 263.

## Vidareläsning
- Vlorë (på norska) Store norske leksikon.
- Vlorë (på danska) Den Store Danske Encyklopædi.